# 马勒伊叙阿伊
马勒伊叙阿伊（法語：Mareuil-sur-Ay，法語發音：[maʁœj syʁ aj]）是法国马恩省的一个旧市镇，位于该省西部，属于埃佩尔奈区。2016年1月1日，马勒伊叙阿伊和相邻的另外2个市镇合并为新市镇阿伊香槟（Aÿ-Champagne）。

## 地名
与通常在法语地名中表示“在……河畔”之意的“sur”不同，该地名Mareuil-sur-Ay中的“sur”意为“在……上方”，表示名为马勒伊（Mareuil）的该地与阿伊（Ay）的位置关系，并以“阿伊上方的马勒伊”之名区分其他的“马勒伊”，且事实上在该地附近也并无“阿伊河”存在。

## 地理
马勒伊叙阿伊（49°2'53"N, 4°1'52"E）面积11.48 平方千米，位于法国大東部大區马恩省，该省份为法国东北部内陆省份，北起阿登省，西北接埃纳省，西南接塞纳-马恩省，南至奥布省，东南接上马恩省，东临默兹省。
与马勒伊叙阿伊接壤的市镇（或旧市镇、城区）包括：阿沃奈瓦勒多尔、阿伊香槟、比瑟伊、舒伊、米蒂尼、瓦里、普利沃、阿伊。
马勒伊叙阿伊的时区为UTC+01:00、UTC+02:00（夏令时）。

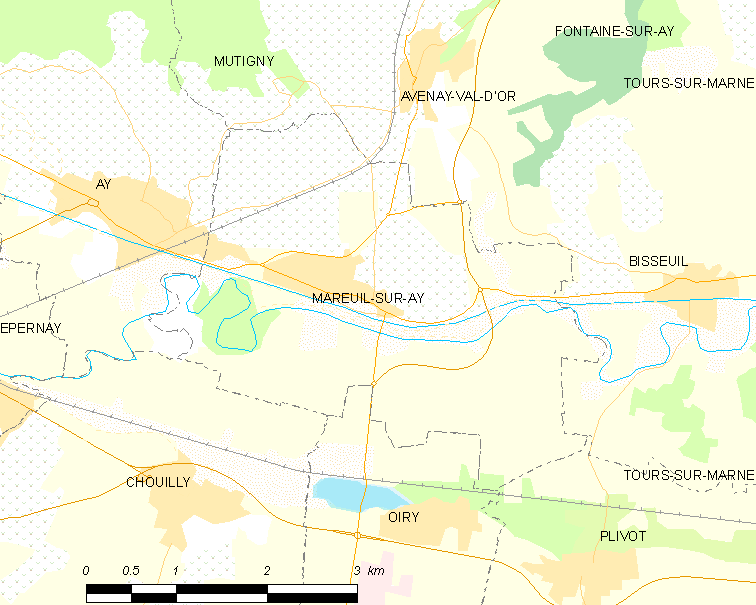
马勒伊叙阿伊的OSM定位图

## 行政
马勒伊叙阿伊的邮政编码为51160，INSEE市镇编码为51347。

## 政治
马勒伊叙阿伊所属的省级选区为埃佩尔奈第一县。

## 人口

1962-2008年间马勒伊叙阿伊人口变化图示

马勒伊叙阿伊于2018年1月1日时的人口数量为1145人。